# 极光—马克思主义组织
极光—马克思主义组织（西班牙語：La Aurora - Organización Marxista）是西班牙的一个托洛茨基主义政党。该党成立于1974年，当时取名为西班牙革命工人党。1993年，该党改名为革命工人党。2013年，该党改用现名。该党的意识形态是共产主义、马克思主义、托洛茨基主义。该党的政治立场是左翼至极左翼。该党的总部位于巴塞罗那。该党出版刊物西班牙语刊物《无墙》和加泰罗尼亚语刊物《极光》。该党参加西班牙共产党主导的联合左翼，并以“网络”为名作为联合左翼的一个政治派系。该党主要活动于巴塞罗那地区。